# Metanephrops rubellus
Metanephrops rubellus is een kreeftensoort uit de familie van de Nephropidae. De wetenschappelijke naam van de soort is voor het eerst geldig gepubliceerd in 1903 door Moreira.